# さいたま市立指扇中学校
さいたま市立指扇中学校（さいたましりつ さしおうぎちゅうがっこう）は、埼玉県さいたま市西区西大宮三丁目にある公立中学校。略称は「指中」（さしちゅう）。

## 沿革
- 1947年（昭和22年）4月1日 - 指扇小学校（指扇村大字指扇4336番地）と三和青年学校（大字指扇入谷2045番地）を借り、埼玉県北足立郡指扇村立指扇中学校として開校する。[1]
- 1950年（昭和25年）
  - 9月26日 - 指扇村大字清河寺230番地に北校舎並びに特別教室竣工。
  - 12月1日 - 南校舎並びに付属建物の落成した12月1日を開校記念日と制定。
- 1955年（昭和30年） - 大宮市へ合併に伴い大宮市立指扇中学校となる。
- 1957年（昭和32年）12月7日 - 校歌制定。
- 1961年（昭和36年） - 理科室・準備室・技術科室を竣工。
- 1967年（昭和42年） - 木造2階6教室分竣工。
- 1970年（昭和45年） - 体育館竣工。
- 1971年（昭和46年） - 技術科室竣工。
- 1972年（昭和47年） - 北校舎が火災で焼失。鉄筋4階建第1期工事竣工。
- 1978年（昭和53年） - プール竣工。
- 1981年（昭和56年） - 鉄筋4階建第3期工事竣工。
- 1985年（昭和60年）
  - 3月28日 - 鉄筋4階建第4期工事竣工。
  - 4月10日 - 学校給食の開始。
- 1986年（昭和61年） - 同校及び大宮市立馬宮中学校の一部学区が共に分離し大宮市立土屋中学校が開校。
- 1988年（昭和63年） - 新管理棟竣工。
- 1995年（平成7年） - 重層体育館竣工。
- 1996年（平成8年） - 教室棟西側校舎大規模改修。
- 1997年（平成9年） - 校庭全面・フェンス改修。
- 2000年（平成12年） - 校舎棟給排水管取替及び西側トイレ改修。
- 2001年（平成14年） - 浦和市・与野市との合併に伴いさいたま市立指扇中学校となる。
- 2009年（平成21年） - 給食室完成。自校式給食となる。
- 2015年（平成27年） - 重層体育館非構造部材耐震化改修。

## 交通アクセス
- JR川越線西大宮駅から徒歩約9分